# Óscar Salas
Óscar Salas (sinh ngày 8 tháng 12 năm 1993) là một cầu thủ bóng đá người Honduras. Anh đại diện Honduras ở giải bóng đá tại Thế vận hội Mùa hè 2016.

## Sự nghiệp quốc tế
Salas lần đầu được triệu tập vào đội tuyển Honduras thi đấu giao hữu trước Belize vào tháng 10 năm 2016.

### Bàn thắng quốc tế
Tỉ số và kết quả liệt kê bàn thắng của Honduras trước.
| Bàn thắng | Thời gian           | Địa điểm                    | Đối thủ | Tỉ số | Kết quả | Giải đấu |
| --------- | ------------------- | --------------------------- | ------- | ----- | ------- | -------- |
| 1.        | 8 tháng 10 năm 2016 | FFB Field, Belmopan, Belize | Belize  | 2–1   | 2–1     | Giao hữu |